# Семеновское (Заволжский район)
Семеновское — село в Заволжском районе Ивановской области, входит в состав Волжского сельского поселения.

## География
Село расположено в 28 км на запад от центра поселения села Воздвиженье и в 37 км на запад от районного центра Заволжска. 

## История
В XVII веке по административно-территориальному делению село входило в Костромской уезд в Дуплехов стан. По церковно-административному делению приход относился к Плесской десятине. В 1620 году упоминается церковь "Стретение Пречистые Богородицы в селе Семеновском". В 1629 году "за окольничим Львом Ивановичем, да за стольником Федором Борисовичем Долматовым-Карповым старинная их вотчина село Семеновское на речке Колдоме, а в селе церковь Стретение Пречистые Богородицы чуд. иконы Владимерские древяна клецки на вотчинникове земле, у церкви два придела чуд. Николы да св. муч. Парасковеи, нарицаемые Пятницы, у церкви же во дворе поп Ортемий Матвеев, во дворе дьячек Ивашко Неустроев". 
Каменная Богородицкая церковь в селе с такой же колокольней построена была на средства Костромского купца Петра Григорьевича Угличанинова и прихожан. Ограда каменная. Кладбище при церкви. Престолов было три: в честь Казанской иконы Божией Матери, св. ап. Петра и Павла и святит. Николая Чудотворца.
В конце XIX — начале XX века село входило в состав Георгиевской волости Кинешемского уезда Костромской губернии, с 1918 года — в составе Иваново-Вознесенской губернии.
С 1929 года село являлось центром Георгиевского сельсовета Кинешемского района Ивановской области, с 1935 года — в составе Наволокского района, с 1954 года — в составе Новлянского сельсовета, с 1958 года — в составе Заволжского района, с 2005 года — в составе Волжского сельского поселения.

## Население
| 1872 | 1897 | 2002 | 2010 |
| ---- | ---- | ---- | ---- |
| 105  | ↗107 | ↘4   | ↘3   |

## Достопримечательности
В селе расположена действующая Церковь Казанской иконы Божией Матери (1820).